# Trainwreck with Kyle Gass
Trainwreck är ett band från USA, som grundades av Kyle Gass, känd som Klip Calhoun i Trainwreck, som även spelar i Tenacious D.
Trainwrecks musikstil är en blandning mellan southern rock, progrock, boogie och klassisk rock and roll. De har även en lite komiskt inspirerad musik, där låttexterna är baserade på karaktärerna de "spelar" i bandet.
De släppte sitt första album den 2 december 2009, med titeln The Wreckoning.

## Medlemmar
Nuvarande medlemmar
- Daryl Lee Donald (JR Reed) – sång, percussion (2002–2010, 2018–)
- Klip Calhoun (Kyle Gass) – akustisk gitarr, bakgrundssång, flöjt (2002–2011, 2018–)
- John Bartholomew Shredman / Shreddy Krueger (John Konesky) – gitarr (2002–2011, 2018–)
- Boy Johnny (John Spiker) – basgitarr (2002–2011, 2018–)

Turnerande medlem
- T-Bone MacGruthers (Tim Spier) – trummor (2018–)

Tidigare medlemmar
- Kenny Bob Thornton (Kevin Weisman) – trummor (2002–2005)
- Slim Watkins (Steven McDonald) – basgitarr (2003)
- Lance Branson (Chris D'Arienzo) – keyboard, sång (2003–2006)
- Tuffy McFuckelby (Jack Black) – gitarr, sång
- Dallas St. Bernard (Nate Rothacker) – trummor (2006–2011)

## Diskografi
Studioalbum
- 2009 – The Wreckoning
- 2022 – Do You Wanna Get Wrecked?

Livealbum
- 2004 – Trainwreck Live

EP
- 2006 – The EP

Singlar
- 2003 – "2 Tracks"
- 2006 – "Trainwreck"